# Камінський Артем Марксович
Артем Марксович Камінський (нар. 24 лютого 1965 р. в Челябінську, СРСР) — російський актор. Народний артист Росії (2013).

## Біографія
У 1982 році закінчив школу у Челябінську, а в 1986 р. — школу-студію МХАТ.
З 1988 р. — актор Центрального академічного театру Російської армії.

## Фільмографія
- Ягуар (1986)
- Акція (1987)
- Кров за кров (1991)
- Спадкоємець (2002)
- Дві долі 2 (2005)